# Alberto Quijano Guerrero

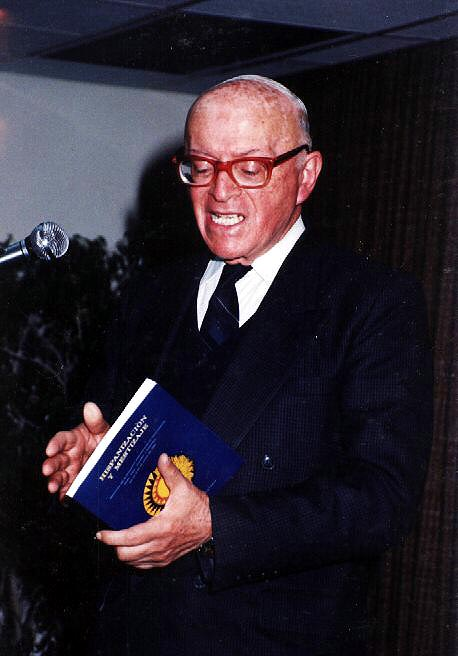
Alberto Quijano Guerrero (1989)

Alberto Quijano Guerrero (* 24. November 1919 in San Juan de Pasto, Nariño; † 23. Dezember 1995 ebenda) war ein kolumbianischer Dichter, Historiker, Rektor der Universität von Nariño und Präsident der Nariñensischen Geschichtsakademie (Academia Nariñense de Historia).
In den Jahren 1953 und 1954, während der Regierungszeit von Gustavo Rojas Pinilla, veröffentlichte Quijano Guerrero, zusammen mit Intellektuellen wie Ernesto Vela Angulo, die Zeitschrift Amerindia. 1959 erscheint sein dichterisches, der Stadt San Juan de Pasto und Persönlichkeiten wie Agustin Agualongo gewidmetes Werk „Die Legende der Löwen“ (La leyenda de los leones). Sein bekanntestes Werk ist Desde el sendero de las luciérnagas; von ihm stammen auch die Hymnen der Stadt San Juan de Pasto, des kolumbianischen Departements Nariño und der Universität von Nariño.